# Nurses
Nurses (NL: Zusters) is een Amerikaanse komedieserie uitgezonden tussen 1991 en 1994. De serie is een creatie van Susan Harris, en een spin-off van The Golden Girls en Empty Nest. De serie speelt zich af op de afdeling 3-West van het Community Medical Center, een ziekenhuis gelegen in Miami, en draait om het dagelijks leven van de verpleegsters van deze locatie.

## Uitzendingen
Oorspronkelijk uitgezonden tussen 14 september 1991 en 7 mei 1994 op de Amerikaanse zender NBC. In Nederland werden alle seizoenen vanaf najaar 2003 met enige regelmaat doordeweeks uitgezonden om 17.20 uur op Yorin. Na de eerste twee seizoenen twee keer te hebben uitgezonden, begon Yorin met seizoen drie. Hierna werden alle drie seizoenen achtereenvolgend nog enkele keren herhaald. Uiteindelijk is alleen het derde seizoen nog één keer herhaald op de zondag van RTL 5 om 12.45 uur in het jaar 2005, waarna vervolgens de herhalingen helemaal opgedoekt zijn.

## Personages en acteurs
| Personage       | Acteur           | Seizoenen |
| --------------- | ---------------- | --------- |
| Sandy Miller    | Stephanie Hodge  | 1, 2      |
| Annie Roland    | Arnetia Walker   | 1, 2, 3   |
| Julie Milbury   | Mary Jo Keenen   | 1, 2, 3   |
| Gina Cuevas     | Ada Maris        | 1, 2, 3   |
| Hank Kaplan     | Kip Gilman       | 1, 2, 3   |
| Paco Ortiz      | Carlos Lacamara  | 1, 2, 3   |
| Greg Vincent    | Jeff Altman      | 1         |
| Amanda Riskin   | Florence Stanley | 1         |
| Jack Trenton    | David Rasche     | 2, 3      |
| Luke Fitzgerald | Markus Flanagan  | 2         |
| Casey McAfee    | Loni Anderson    | 3         |

## Muziek
De vocale leader "Here I Am" beschrijft het wel en wee van vriendschap in het algemeen en wordt gezongen in de Engelse taal door een zangeres. Voor het tweede en derde seizoen wordt gebruikgemaakt van instrumentale variaties. Verantwoordelijk voor de muziek zijn Mike Post (bekend van The A-Team) en John Bettis. Overige muziek komt van George Aliceson Tipton, Frank Denson en wederom Mike Post.

## Gastrollen uit andere series
| Afl. nr. | Afleveringtitel               | Personage                         | Uit de serie:                 |
| -------- | ----------------------------- | --------------------------------- | ----------------------------- |
| S1/AFL02 | "A Lesson In Life"            | Laverne Todd                      | Empty Nest                    |
| S1/AFL06 | "Mother, Jugs, and Zach"      | Harry Weston                      | Empty Nest                    |
| S1/AFL09 | "Begone with the Wind"        | Rose Nylund / Laverne Todd        | The Golden Girls / Empty Nest |
| S1/AFL20 | "Moon Over Miami"             | Blanche Devereaux / Charley Dietz | The Golden Girls / Empty Nest |
| S2/AFL02 | "In My New Country"           | Laverne Todd                      | Empty Nest                    |
| S2/AFL07 | "Playing Doctor"              | Carol Weston                      | Empty Nest                    |
| S3/AFL01 | "The Eagle Has Landed"        | Harry Weston                      | Empty Nest                    |
| S3/AFL04 | "Jack's Indecent Proposal"    | Charley Dietz                     | Empty Nest                    |
| S3/AFL07 | "The Bridges of Dade Country" | Harry Weston                      | Empty Nest                    |
| S3/AFL09 | "Temporary Setbacks"          | Sophia Petrillo / Carol Weston    | The Golden Girls / Empty Nest |
| S3/AFL10 | "The Birth of a Marriage"     | Harry Weston                      | Empty Nest                    |

## Personages vanNursesin andere series
| Serie      | Afl. nr.  | Afleveringtitel                  | Personage     |
| ---------- | --------- | -------------------------------- | ------------- |
| Empty Nest | S05/AFL20 | "Love and Marriage"              | Jack Trenton  |
| Empty Nest | S06/AFL02 | "Bye-Bye, Baby... Hello: Part 1" | Casey MacAfee |
| Empty Nest | S06/AFL07 | "Mother Dearest"                 | Casey MacAfee |

## Internationale namen
- Duitsland: "Hallo Schwester!" (NL: Hallo, zuster!)
- Italië: "Corsie in allegria" (NL: Lanen van vreugde)